# World Netball
World Netball (WN), mellan 2012 och 2021 International Netball Federation (INF), tidigare International Federation of Netball Associations (IFNA), är det internationella netballförbundet. Det bildades 1960 under namnet International Federation of Women's Basketball and Netball, och har sitt huvudkontor i Manchester. Det finns fem olika kontinentalförbund.

## Medlemmar
- Afrika (Africa Netball)[4]
  -  Botswana
  -  Burundi (associerad)
  -  Centralafrikanska republiken (associerad)
  -  Elfenbenskusten
  -  Guinea (associerad)
  -  Kamerun (associerad)
  -  Kongo-Kinshasa (associerad)
  -  Kenya
  -  Lesotho
  -  Liberia (associerad)
  -  Malawi
  -  Namibia
  -  Nigeria (associerad)
  -  Seychellerna (associerad)
  -  Sydafrika
  -  Swaziland
  -  Tanzania
  -  Uganda
  -  Zambia
  -  Zimbabwe
- Amerika (AFNA)[5]
  -  Anguilla (associerad)
  -  Antigua och Barbuda
  -  Argentina
  -  Barbados
  -  Bermuda
  -  Caymanöarna
  -  Dominica
  -  Dominikanska republiken (associerad)
  -  Grenada
  -  Jamaica
  -  Kanada
  -  Saint Kitts och Nevis
  -  Saint Lucia
  -  Saint Vincent och Grenadinerna
  -  Sint Maarten
  -  Trinidad och Tobago
  -  USA
  -  Venezuela (associerad)
- Asien (Netball Asia)[6]
  -  Australien
  -  Bahrain (associerad)
  -  Bangladesh (associerad)
  -  Brunei
  -  Filippinerna
  -  Hongkong
  -  Indien
  -  Japan (associerad)
  -  Kinesiska Taipei
  -  Malaysia
  -  Maldiverna
  -  Nepal (associerad)
  -  Pakistan
  -  Singapore
  -  Sri Lanka
  -  Sydkorea (associerad)
  -  Thailand
  -  Östtimor (associerad)
- Europa (Europe Netball)[7]
  -  Danmark (associerad)
  -  England
  -  Frankrike
  -  Förenade arabemiraten
  -  Gibraltar
  -  Irland
  -  Isle of Man
  -  Israel
  -  Malta
  -  Nordirland
  -  Schweiz
  -  Skottland
  -  Sverige (associerad)
  -  Wales
- Oceanien (ONF)[8]
  -  Cooköarna
  -  Fiji
  -  Norfolkön (associerad)
  -  Nya Zeeland
  -  Papua Nya Guinea
  -  Tonga
  -  Salomonöarna (associerad)
  -  Samoa
  -  Tokelau (associerad)

### Fotnoter
1. 1 2  Regions & Members. World Netball. Läst 5 april 2023.
2. 1 2  (3 juni 2021). World Netball: International Netball Federation rebrands to 'help grow sport'. BBC. Läst 5 april 2023.
3. ↑  ”International Netball Federation” (på engelska). Netball Australia. Arkiverad från originalet den 13 februari 2016. https://web.archive.org/web/20160213152320/http://netball.com.au/about-netball-australia/inf/. Läst 8 november 2015.
4. ↑  Africa Region. World Netball. Läst 5 april 2023.
5. ↑  Americas Region. World Netball. Läst 5 april 2023.
6. ↑  Asia Region. World Netball. Läst 5 april 2023.
7. ↑  Europe Region. World Netball. Läst 5 april 2023.
8. ↑  Oceania Region. World Netball. Läst 5 april 2023.